# 싱타이현

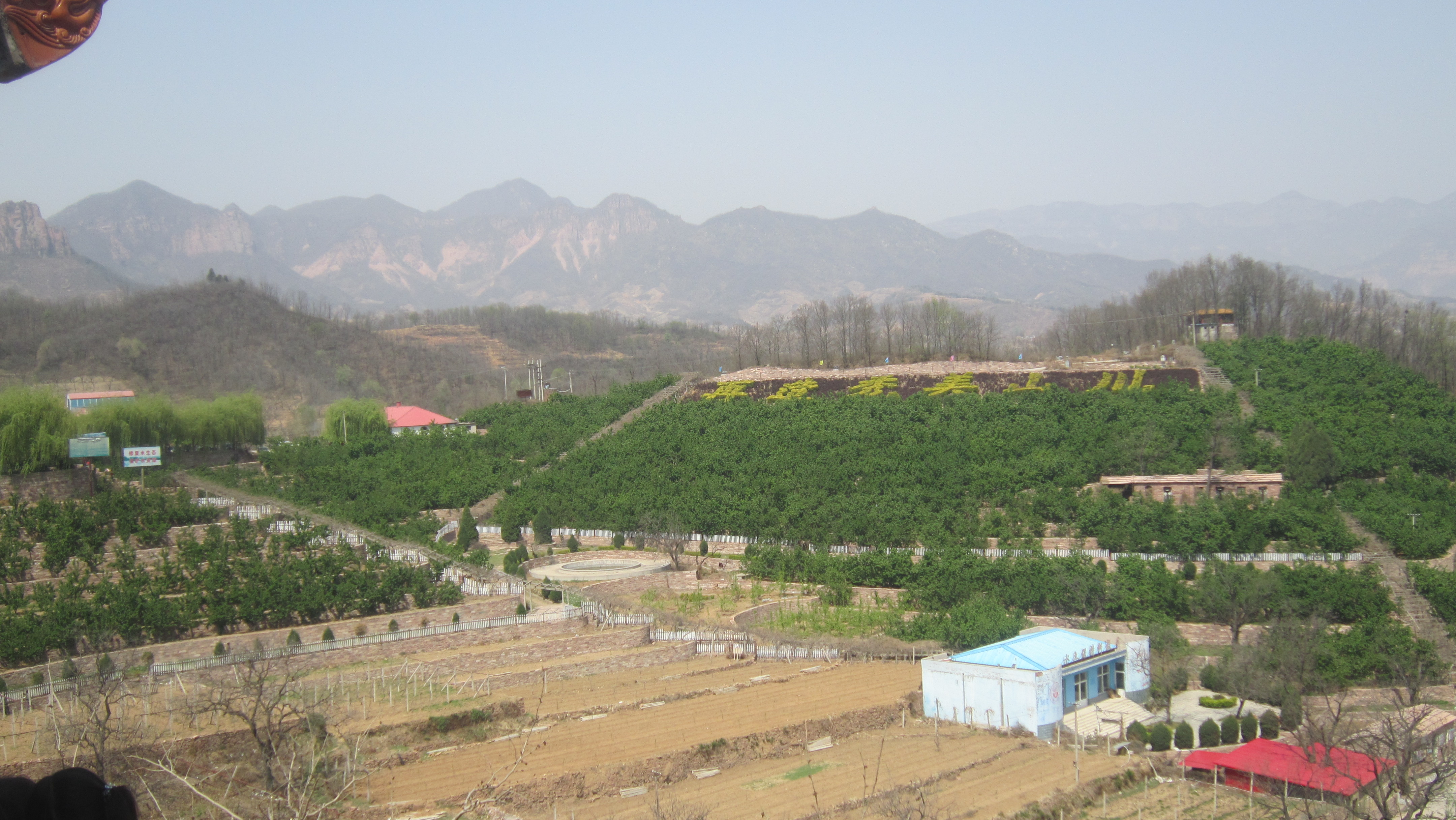

싱타이현(한국어: 형태현, 중국어: 邢台县, 병음: Xíngtái Xiàn)은 중화인민공화국 허베이성 싱타이 시의 행정구역이다. 넓이는 1,983km2이고, 인구는 2007년 기준으로 470,000명이다.

## 행정 구역
11개 진, 8개 향을 관할한다.
- 진: 東汪鎮, 會寧鎮, 羊范鎮, 西黃村鎮, 祝村鎮, 南石門鎮, 皇寺鎮, 將軍墓鎮, 漿水鎮, 路羅鎮, 豫讓橋鎮.
- 향: 太子井鄉, 王快鄉, 龍泉寺鄉, 北小庄鄉, 宋家莊張, 城計頭鄉, 冀家村鄉, 白岸鄉.